# Giuseppe Semerari
Giuseppe Semerari (Taranto, 4 gennaio 1922 – San Giovanni Rotondo, 21 settembre 1996) è stato un filosofo italiano.

## Biografia
Laureato alla Sapienza di Roma, dove fu allievo di Pantaleo Carabellese, fu poi professore di filosofia teoretica all'università di Bari dal 1962 alla morte (a lui è dedicata la biblioteca del dipartimento).
Con Enzo Paci ha collaborato alla rivista «aut aut», di cui era in redazione dal 1957. Collaborò anche a «Critica storica», «Giornale critico della filosofia italiana», «Clizia», «Historica», « Rivista internazionale di filosofia del diritto», «Rivista di filosofia», «Il pensiero», «Archivio di filosofia» e altre riviste specialistiche. Nel 1983 fondò la rivista «Paradigmi», e ne fu il direttore.
Si è dedicato per lo più a Spinoza, a Schelling, alla fenomenologia di Husserl e Merleau-Ponty e al materialismo storico di Marx.

## Opere
- I problemi dello spinozismo, Vecchi, Trani 1952
- Storia e storicismo. Saggio sul problema della storia nella filosofia di Pantaleo Carabellése, Vecchi, Trani 1953; n. ed. Storicismo e ontologismo critico, Lacaita, Manduria 1960
- Dialogo, storia, valori. Studi di filosofia e storia della filosofia, Ciranna, Siracusa 1955
- Interpretazione di Schelling, Libreria scientifica, Napoli 1958
- L'esistenzialismo italiano, Cressati, Bari 1958
- Questioni di etica contemporanea, Adriatica, Bari 1958
- Responsabilità e comunità umana. Ricerche etiche, Lacaita, Manduria 1960
- La filosofia come relazione, Quaderni di cultura, Sapri 1961; a cura di Ferruccio De Natale, Guerini e Associati, Milano 2009, ISBN 978-88-6250-032-6
- Scienza nuova e ragione, Lacaita, Manduria 1961, 1966; a cura di Furio Semerari, premessa di Carlo Sini, Guerini e Associati, Milano 2009, ISBN 978-88-6250-031-9
- Da Schelling a Merleau-Ponty. Studi sulla filosofia contemporanea, Cappelli, Bologna 1962
- La lotta per la scienza, Silva, Milano 1965; a cura di Francesco Valerio, premessa di Fulvio Papi, Guerini e Associati, Milano 2013, ISBN 978-88-6250-201-6
- Spinoza, Marzorati, Milano 1967
- Esperienze del pensiero moderno, Argalia, Urbino 1969
- La filosofia dell'esistenza in Kant, Adriatica, Bari 1969
- Introduzione a Schelling, Laterza, Bari 1971, 1995, 1999, ISBN 88-420-0265-8
- Filosofia e potere, Dedalo, Bari 1973, ISBN 978-88-220-0118-4
- Civiltà dei mezzi, civiltà dei fini. Per un razionalismo filosofico-politico, Bertani, Verona 1979
- (a cura di) La scienza come problema. Dai modelli teorici alla produzione di tecnologie, De Donato, Bari 1980
- Insecuritas. Tecniche e paradigmi della salvezza, Spirali, Milano 1982
- La sabbia e la roccia. L'ontologia critica di Pantaleo Carabellése, Dedalo, Bari 1982
- (a cura di) Dentro la storiografia filosofica. Questioni di teoria e didattica, Dedalo, Bari 1983
- (a cura di, con Vito Carofiglio) Jean-Paul Sartre. Teoria, scrittura, impegno, Edizioni del Sud, Bari 1985
- Novecento filosofico italiano. Situazioni e problemi, Guida, Napoli 1988
- Skepsis. Studi husserliani (con Ferruccio De Natale), Dedalo, Bari 1989
- Filosofia. Lezioni preliminari, Guerini e Associati, Milano 1991, 1994
- (a cura di) Confronti con Heidegger, Dedalo, Bari 1992
- prefazione a Edmund Husserl, La filosofia come scienza rigorosa, Laterza, Bari 1994, 1998, 2005, ISBN 978-88-420-7628-5
- Frammenti di diario 1962: l'anno di Istanbul, Schena, Fasano 1994
- (a cura di) La cosa stessa. Seminari fenomenologici, Dedalo, Bari 1995
- Schelling, Lettere filosofiche su dommatismo e criticismo e Nuova deduzione del diritto naturale (a cura di), Laterza, Bari 1995
- (a cura di) Pensiero e narrazioni. Modelli di storiografia filosofica, Dedalo, Bari 1995
- Frammenti di diario 1963: l'anno del Messico, Schena, Fasano 1996
- (a cura di) Fenomenologia delle relazioni, Palomar, Bari 1997
- Ragione e storia. Studi in memoria di Giuseppe Semerari, a cura di Francesco Tateo, Schena, Fasano 1997
- Dalla materia alla coscienza. Studi su Schelling in ricordo di Giuseppe Semerari, a cura di Carlo Tatasciore, Guerini, Milano 2000
- La certezza incerta. Scritti su Giuseppe Semerari con due inediti dell'autore, a cura di Furio Semerari, Guerini, Milano 2008